# Rugby Europe International Championships 2020/21
Die Rugby Europe International Championships 2020/21 waren ein Rugby-Union-Wettbewerb für europäische Nationalmannschaften der zweiten und dritten Stärkeklasse, unterhalb der Six Nations. Es handelte sich um die 46. Ausgabe der Rugby-Union-Europameisterschaft. Den Europameistertitel gewann zum 13. Mal Georgien.
Ursprünglich war geplant, wie üblich die Turniere aller vier Divisionen durchzuführen. Aufgrund der COVID-19-Pandemie beschloss Rugby Europe jedoch, nur die höchstklassige Rugby Europe Championship auszutragen und auf die Durchführung der Rugby Europe Trophy, der Rugby Europe Conference (aufgeteilt in Conference 1 und 2) sowie das Turnier Rugby Europe Development zu verzichten. Die diesjährige Ausgabe der Rugby Europe International Championships war gleichzeitig das erste Jahr der europäischen Qualifikation für die Weltmeisterschaft 2023. Während der Sieger und der Zweitplatzierte des Zweijahreszyklus automatisch als Europa 1 und Europa 2 qualifiziert waren, nahm die drittplatzierte Mannschaft am abschließenden Qualifikationsturnier teil.

## Modus
Das verwendete Punktesystem war wie folgt:
- 4 Punkte bei einem Sieg
- 2 Punkte bei einem Unentschieden
- 0 Punkte bei einer Niederlage
- 1 Bonuspunkt wenn eine Mannschaft in einem Spiel mindestens drei Versuche mehr erzielt als der Gegner
- 1 Bonuspunkt bei einer Niederlage mit sieben oder weniger Punkten Differenz
- 1 Bonuspunkt bei einem Grand Slam (Siege in allen Spielen)

## Rugby Europe Championship
|    | Land        | Spiele | Siege | Unent. | Ndlg. | Spiel- punkte | Diff. | Bonus- punkte | Tabellen- punkte |
| -- | ----------- | ------ | ----- | ------ | ----- | ------------- | ----- | ------------- | ---------------- |
| 1. | Georgien    | 5      | 5     | 0      | 0     | 153:73        | + 80  | 4             | 24               |
| 2. | Rumänien    | 5      | 3     | 0      | 2     | 136:104       | + 32  | 2             | 14               |
| 3. | Portugal    | 5      | 3     | 0      | 2     | 196:139       | + 57  | 2             | 14               |
| 4. | Spanien     | 5      | 2     | 0      | 3     | 164:109       | + 55  | 4             | 12               |
| 5. | Russland    | 5      | 2     | 0      | 3     | 97:142        | – 45  | 1             | 9                |
| 6. | Niederlande | 5      | 0     | 0      | 5     | 73:252        | – 179 | 0             | 0                |

| 6. März 2021 15:00 MSK (UTC+3) | Russland                                             | 18 : 13        | Rumänien                                                                              | Olympiastadion, Sotschi Zuschauer: 2895 Schiedsrichter: Schota Tewsadse (Georgien) |
| 6. März 2021 15:00 MSK (UTC+3) | Straftritte: Gaissin (6) 2., 24., 45., 57., 64., 72. | (6:10) Bericht | Versuche: Antonescu 7. erh. Erhöhungen: Vlaicu (1/1) Straftritte: Vlaicu (2) 21., 76. | Olympiastadion, Sotschi Zuschauer: 2895 Schiedsrichter: Schota Tewsadse (Georgien) |

| 6. März 2021 15:00 WEZ (UTC+0) | Portugal                                                                                 | 16 : 29         | Georgien | Estádio Nacional, Lissabon Zuschauer: 0 Schiedsrichter: Gianluca Gnecchi (Italien) |
| 6. März 2021 15:00 WEZ (UTC+0) | Versuche: Marta 39. erh. Erhöhungen: Marques (1/1) Straftritte: Marques (3) 5., 14., 44. | (13:10) Bericht | Versuche: Modebadse 18. n.erh. Bregwadse 29. n.erh. Melikidse 50. erh. Charaischwili 66. n.erh. Jalaghonia 80.+5 erh. Erhöhungen: Matiaschwili (2/5) | Estádio Nacional, Lissabon Zuschauer: 0 Schiedsrichter: Gianluca Gnecchi (Italien) |

| 13. März 2021 13:00 WEZ (UTC+0) | Portugal | 27 : 28        | Rumänien | Estádio Nacional, Lissabon Zuschauer: 30 Schiedsrichter: Luc Ramos (Frankreich) |
| 13. März 2021 13:00 WEZ (UTC+0) | Versuche: Antunes 10. erh. Portela 34. erh. Storti 66. erh. Erhöhungen: Marques (3/3) Straftritte: Marques (2) 17., 60. | (17:9) Bericht | Versuche: Savin 49. n.erh. Onuțu 74. erh. Cojocaru 79. erh. Erhöhungen: Melinte (2/3) Straftritte: Vlaicu (3) 4., 21., 29. | Estádio Nacional, Lissabon Zuschauer: 30 Schiedsrichter: Luc Ramos (Frankreich) |

| 13. März 2021 12:45 MEZ (UTC+1) | Spanien | 19 : 25         | Georgien | Estadio Nacional Universidad Complutense, Madrid Zuschauer: 0 Schiedsrichter: Pierre Brousset (Frankreich) |
| 13. März 2021 12:45 MEZ (UTC+1) | Versuche: Linklater 4. erh. Erhöhungen: Güemes (1/1) Straftritte: Güemes (2/2) 40., 47. Linklater (2) 64., 69. | (10:10) Bericht | Versuche: Jalaghonia 3. erh. Tabuzadse 48. erh. Bregwadse 67. n.erh. Erhöhungen: Abshandadse (2/3) Straftritte: Abshandadse (2) 14., 61. | Estadio Nacional Universidad Complutense, Madrid Zuschauer: 0 Schiedsrichter: Pierre Brousset (Frankreich) |

| 20. März 2021 13:00 OEZ (UTC+2) | Russland                          | 6 : 23         | Georgien | Kaliningrad-Stadion, Kaliningrad Zuschauer: 9564 Schiedsrichter: Andrea Piardi (Italien) |
| 20. März 2021 13:00 OEZ (UTC+2) | Straftritte: Gaissin (2) 38., 48. | (3:16) Bericht | Versuche: Tabuzadse 28. n.erh. Abschandadse 39. n.erh. Niniaschwili 60. erh. Erhöhungen: Abschandadse (1/3) Straftritte: Abschandadse (2) 3., 21. | Kaliningrad-Stadion, Kaliningrad Zuschauer: 9564 Schiedsrichter: Andrea Piardi (Italien) |

| 20. März 2021 15:00 OEZ (UTC+2) | Rumänien                                                                                    | 23 : 16       | Spanien                                                                              | Stadionul Steaua II, Bukarest Zuschauer: 50 Schiedsrichter: Nika Amaschukeli (Georgien) |
| 20. März 2021 15:00 OEZ (UTC+2) | Versuche: Căpățână 60. n.erh. Melinte 79. n.erh. Straftritte: Vlaicu (4) 25., 40., 47., 52. | (6:6) Bericht | Versuche: Rouet 42. erh. Erhöhungen: Ordas (1/1) Straftritte: Ordas (3) 8., 34., 77. | Stadionul Steaua II, Bukarest Zuschauer: 50 Schiedsrichter: Nika Amaschukeli (Georgien) |

| 27. März 2021 16:00 WEZ (UTC+0) | Portugal | 43 : 28         | Spanien                                                                                          | Estádio Nacional, Lissabon Zuschauer: 0 Schiedsrichter: Ludovic Cayre (Frankreich) |
| 27. März 2021 16:00 WEZ (UTC+0) | Versuche: Simões 28. erh. Portela 39. erh. Marta 47. erh. Storti 59. erh. Marques 77. n.erh. Fernandes 80. erh. Erhöhungen: Marques (4/5) Straftritte: Marques 71. | (14:21) Bericht | Versuche: Pinto 6. erh. Rouet 16. erh. Linklater 36. erh. Ordas 80. erh. Erhöhungen: Ordas (4/4) | Estádio Nacional, Lissabon Zuschauer: 0 Schiedsrichter: Ludovic Cayre (Frankreich) |

| 28. März 2021 15:00 GET (UTC+4) | Georgien | 28 : 17        | Rumänien                                                                                                   | Micheil-Meschi-Stadion, Tiflis Zuschauer: 8000 Schiedsrichter: Paulo Duarte (Portugal) |
| 28. März 2021 15:00 GET (UTC+4) | Versuche: Strafversuch 10. Gigaschwili 51. erh. Tabuzadse 70. n.erh. Erhöhungen: Abschandadse (1/2) Straftritte: Abschandadse (2) 20., 40. Dropgoals: Babunaschwili 80. | (13:7) Bericht | Versuche: Gorcioaia 21. erh. Căpățână 61. erh. Erhöhungen: Plai (1/1) Vlaicu (1/1) Straftritte: Vlaicu 44. | Micheil-Meschi-Stadion, Tiflis Zuschauer: 8000 Schiedsrichter: Paulo Duarte (Portugal) |

| 26. Juni 2021 17:00 GET (UTC+4) | Georgien | 48 : 15        | Niederlande                                                                                      | Caucasus Arena, Telawi Zuschauer: 700 Schiedsrichter: Alexandru Ionescu (Rumänien) |
| 26. Juni 2021 17:00 GET (UTC+4) | Versuche: Niniaschwili (3) 10. n.erh., 72. erh., 79. n.erh. Tabuzadse (2) 25. n.erh., 65. erh. Lobchanidse 37. n.erh. Gogitschaschwili 54. erh. Dschawachia 60. erh. Erhöhungen: Abschandadse (1/4) Babunaschwili (3/4) | (15:8) Bericht | Versuche: Hop 35. n.erh. van Dijk 75. erh. Erhöhungen: Wierenga (1/2) Straftritte: Rademaker 16. | Caucasus Arena, Telawi Zuschauer: 700 Schiedsrichter: Alexandru Ionescu (Rumänien) |

| 10. Juli 2021 15:00 MESZ (UTC+2) | Niederlande                                                                                          | 28 : 61        | Portugal | NRCA, Amsterdam Zuschauer: 1600 Schiedsrichter: Aled Evans (Wales) |
| 10. Juli 2021 15:00 MESZ (UTC+2) | Versuche: Wierenga 37. erh. Campbell (2) 54. erh., 80.+4 erh. Hop 65. erh. Erhöhungen: Weersma (4/4) | (7:28) Bericht | Versuche: Tadjer 2. n.erh. Storti (5) 12. erh., 14. erh., 60. erh., 75. erh., 80. n.erh. Marta (3) 37. erh., 50. erh., 67. erh. Erhöhungen: Marques (8/8) | NRCA, Amsterdam Zuschauer: 1600 Schiedsrichter: Aled Evans (Wales) |

| 17. Juli 2021 13:30 MSK (UTC+3) | Russland | 26 : 49         | Portugal | Stadion Nischni Nowgorod, Nischni Nowgorod Zuschauer: 5500 Schiedsrichter: Ben Blain (Schottland) |
| 17. Juli 2021 13:30 MSK (UTC+3) | Versuche: Gressew 29. erh. Silenko (2) 38. erh., 59. n.erh. Sytschow 77. erh. Erhöhungen: Kuschnarjow (3/4) | (14:20) Bericht | Versuche: Appleton 7. erh. Granate 15. erh. Lima 45. erh. Simões 56. n.erh. Strafversuch 61. Portela 67. erh. Erhöhungen: Marques (4/5) Straftritte: Marques (3) 3., 32., 50. | Stadion Nischni Nowgorod, Nischni Nowgorod Zuschauer: 5500 Schiedsrichter: Ben Blain (Schottland) |

| 6. November 2021 15:00 MEZ (UTC+1) | Niederlande                                                  | 8 : 35         | Russland | NRCA, Amsterdam Zuschauer: 2000 Schiedsrichter: Keith Allen (Schottland) |
| 6. November 2021 15:00 MEZ (UTC+1) | Versuche: van der Avoird 58. n.erh. Straftritte: Weersma 42. | (0:14) Bericht | Versuche: Schiwatow 8. erh. Brocas 28. erh. Karsanow 43. erh. Morosow 51. erh. Iwanow 54. erh. Erhöhungen: Gaissin (5/5) | NRCA, Amsterdam Zuschauer: 2000 Schiedsrichter: Keith Allen (Schottland) |

| 13. November 2021 17:30 OEZ (UTC+2) | Rumänien | 56 : 15         | Niederlande                                                                                              | Stadionul Arcul de Triumf, Bukarest Zuschauer: 0 Schiedsrichter: Peter Martin (Irland) |
| 13. November 2021 17:30 OEZ (UTC+2) | Versuche: Simionescu 10. erh. Dumitru (3) 19. erh., 48. erh., 56. erh. Cojocaru (2) 29. erh., 43. erh. Vaovasa 31. erh. Bărdașu 80. erh. Erhöhungen: Melinte (8/8) | (28:10) Bericht | Versuche: Bloemen 26. erh. van de Avoird 71. n.erh. Erhöhungen: van Oord (1/1) Straftritte: van Oord 35. | Stadionul Arcul de Triumf, Bukarest Zuschauer: 0 Schiedsrichter: Peter Martin (Irland) |

| 14. November 2021 12:45 MEZ (UTC+1) | Spanien | 49 : 12        | Russland                                                             | Estadio Nacional Universidad Complutense, Madrid Zuschauer: 5000 Schiedsrichter: Ben Breakspear (Wales) |
| 14. November 2021 12:45 MEZ (UTC+1) | Versuche: Pinto 7. erh. Gimeno 23. erh. Mora (2) 35. erh., 44. erh. Perrin 62. erh. Losada 67. erh. Aboitiz 73. erh. Erhöhungen: Güemes (4/4) Ordas (3/3) | (21:0) Bericht | Versuche: Usunow 47. n.erh. Kononow 65. erh. Erhöhungen: Golow (1/2) | Estadio Nacional Universidad Complutense, Madrid Zuschauer: 5000 Schiedsrichter: Ben Breakspear (Wales) |

| 18. Dezember 2021 13:00 MEZ (UTC+1) | Niederlande                                               | 7 : 52         | Spanien | NRCA, Amsterdam Zuschauer: 0 Schiedsrichter: Eoghan Cross (Irland) |
| 18. Dezember 2021 13:00 MEZ (UTC+1) | Versuche: van der Avoird 4. erh. Erhöhungen: Mistou (1/1) | (7:21) Bericht | Versuche: Gimeno 17. erh. Rouet 20. erh. Bell (2) 31. erh., 56. n.erh. Pinto 54. erh. van der Berg 64. erh. Minguillon 71. n.erh. Jorba 78. erh. Erhöhungen: Rouet (5/6) Castiglioni (1/2) | NRCA, Amsterdam Zuschauer: 0 Schiedsrichter: Eoghan Cross (Irland) |

## Rugby Europe Trophy
Nicht ausgetragen.

## Rugby Europe Conference
Nicht ausgetragen.

## Rugby Europe Development
Nicht ausgetragen.